# OK Liga 2017-18
La OK Liga 2017-18 fue la 49.ª edición de la OK Liga, el torneo de primer nivel del campeonato español de hockey sobre patines en categoría masculina. Fue organizado por la  Real Federación Española de Patinaje. La competición se inició el 7 de octubre de 2017 y concluyó el 27 de mayo de 2018.
Esta categoría estuvo compuesta por un solo grupo con 16 equipos enfrentándose en formato de liga a doble vuelta, obteniendo plaza los nueve primeros clasificados para disputar las competiciones europeas de la siguiente temporada y descendiendo los tres últimos a OK Liga Plata (segundo nivel del campeonato).

## Equipos participantes
| Club                    | Localidad                | Pabellón                          | Temporada anterior     |
| ----------------------- | ------------------------ | --------------------------------- | ---------------------- |
| Fútbol Club Barcelona   | Barcelona                | Palau Blaugrana                   | 1° en OK Liga          |
| Reus Deportiu           | Reus                     | Palau d'Esports Reus Deportiu     | 2° en OK Liga          |
| Hockey Club Liceo       | La Coruña                | Palacio de los Deportes de Riazor | 3° en OK Liga          |
| Club Patí Vic           | Vich                     | Pabellón Olímpico                 | 4° en OK Liga          |
| Club Patí Voltregà      | San Hipólito de Voltregá | Pabellón Municipal de Deportes    | 5° en OK Liga          |
| Club d'Esports Vendrell | Vendrell                 | Pabellón del CE Vendrell          | 6° en OK Liga          |
| Igualada Hoquei Club    | Igualada                 | Poliesportiu Les Comes            | 7° en OK Liga          |
| Club Esportiu Noia      | San Sadurní de Noya      | Pabellón Olímpico del Ateneo      | 8° en OK Liga          |
| CE Lleida Llista Blava  | Lérida                   | Pabellón 11 de Septiembre         | 9° en OK Liga          |
| P.A.S. Alcoy            | Alcoy                    | Pabellón Francisco Laporta        | 10° en OK Liga         |
| Club Hoquei Caldes      | Caldas de Montbui        | La Torre Roja                     | 11° en OK Liga         |
| Club Hoquei Lloret      | Lloret de Mar            | Pabellón Municipal de Deportes    | 12° en OK Liga         |
| Girona Club de Hoquei   | Gerona                   | Pabellón de Palau II              | 13° en OK Liga         |
| Club Hoquei Palafrugell | Palafrugell              | Pabellón municipal de patinaje    | 1° en Primera División |
| Asturhockey Club Patín  | Grado                    | Polideportiu Municipal            | 2° en Primera División |
| CE Arenys de Munt       | Arenys de Munt           | Polideportivo Municipal           | 3° en Primera División |

Notas:

## Resultados
| Local \ Visitante         | ARE | AST  | BAR | GIR | PAL  | LLE | IGU | LIC | LLO | NOI | ALC | CAL  | REU | VEN | VIC  | VOL |
| ------------------------- | --- | ---- | --- | --- | ---- | --- | --- | --- | --- | --- | --- | ---- | --- | --- | ---- | --- |
| Arenys de Munt            | —   | 4–5  | 3–9 | 3–4 | 3–2  | 1–6 | 2–3 | 0–4 | 2–2 | 0–3 | 1–3 | 2–6  | 1–6 | 0–5 | 2–2  | 4–3 |
| Asturhockey               | 2–4 | —    | 1–9 | 2–3 | 2–2  | 1–6 | 1–4 | 1–5 | 4–1 | 1–5 | 3–2 | 2–3  | 4–6 | 2–4 | 3–4  | 3–3 |
| Barcelona Lassa           | 2–0 | 10–1 | —   | 4–3 | 7–1  | 4–1 | 2–0 | 3–1 | 8–2 | 2–2 | 6–1 | 7–2  | 6–0 | 5–1 | 10–0 | 5–5 |
| Citylift Girona           | 3–1 | 6–1  | 4–7 | —   | 3–2  | 1–2 | 2–1 | 2–4 | 4–0 | 2–2 | 6–1 | 4–2  | 3–5 | 2–5 | 4–1  | 2–2 |
| Corredor Mató Palafrugell | 6–7 | 7–4  | 0–7 | 1–3 | —    | 0–3 | 1–4 | 3–5 | 4–5 | 4–5 | 1–3 | 3–2  | 2–8 | 1–1 | 2–2  | 2–5 |
| ICG Software Lleida       | 5–0 | 6–2  | 2–4 | 5–2 | 13–4 | —   | 2–2 | 2–9 | 3–3 | 6–3 | 4–3 | 4–1  | 6–3 | 6–6 | 1–2  | 3–4 |
| Igualada Rigat            | 3–0 | 5–2  | 4–6 | 1–3 | 5–0  | 1–4 | —   | 2–4 | 5–5 | 4–5 | 8–4 | 3–1  | 4–3 | 0–2 | 2–2  | 4–2 |
| Liceo                     | 9–2 | 11–1 | 2–2 | 1–0 | 4–2  | 3–5 | 6–2 | —   | 5–0 | 4–2 | 8–0 | 7–3  | 3–2 | 4–0 | 7–1  | 2–3 |
| CH Lloret                 | 4–1 | 2–1  | 0–1 | 6–4 | 1–0  | 6–5 | 0–3 | 2–3 | —   | 2–2 | 3–3 | 2–3  | 3–4 | 2–3 | 2–1  | 2–2 |
| Noia Freixenet            | 9–3 | 7–4  | 3–4 | 8–3 | 7–2  | 3–3 | 2–0 | 2–3 | 3–3 | —   | 4–0 | 1–1  | 0–4 | 2–1 | 5–2  | 5–0 |
| PAS Alcoy                 | 5–3 | 4–2  | 2–5 | 2–1 | 5–6  | 6–3 | 1–3 | 3–4 | 0–2 | 3–3 | —   | 1–1  | 0–3 | 2–2 | 5–1  | 6–2 |
| Recam Làser Caldes        | 2–2 | 3–1  | 0–1 | 1–1 | 3–1  | 5–4 | 1–2 | 1–3 | 3–2 | 2–1 | 3–2 | —    | 2–4 | 4–2 | 2–1  | 4–4 |
| Reus Deportiu             | 5–1 | 7–5  | 3–2 | 6–2 | 4–3  | 3–1 | 4–6 | 6–6 | 6–3 | 4–5 | 4–2 | 10–3 | —   | 7–1 | 9–4  | 8–0 |
| Vendrell                  | 3–1 | 5–1  | 0–5 | 4–6 | 3–2  | 4–5 | 1–2 | 4–1 | 3–2 | 2–2 | 4–8 | 6–4  | 3–2 | —   | 2–1  | 2–4 |
| Vic                       | 2–2 | 6–0  | 3–3 | 3–3 | 4–3  | 2–3 | 2–0 | 3–1 | 2–0 | 0–2 | 6–3 | 1–2  | 4–6 | 3–3 | —    | 2–2 |
| Voltregà                  | 1–2 | 6–2  | 0–1 | 3–3 | 1–2  | 4–3 | 3–2 | 7–4 | 3–2 | 6–2 | 3–1 | 2–4  | 2–6 | 1–0 | 1–1  | —   |

## Clasificación final
|  | Pos. | Equipo                  | Pt | J  | G  | E | P  | GF  | GC  | DG   |
|  | ---- | ----------------------- | -- | -- | -- | - | -- | --- | --- | ---- |
|  | 1.   | Fútbol Club Barcelona   | 79 | 30 | 25 | 4 | 1  | 147 | 47  | +100 |
|  | 2.   | Hockey Club Liceo       | 68 | 30 | 22 | 2 | 6  | 133 | 66  | +67  |
|  | 3.   | Reus Deportiu           | 67 | 30 | 22 | 1 | 7  | 148 | 87  | +61  |
|  | 4.   | Club Esportiu Noia      | 53 | 30 | 15 | 8 | 7  | 105 | 75  | +30  |
|  | 5.   | CE Lleida Llista Blava  | 52 | 30 | 16 | 4 | 10 | 122 | 92  | +30  |
|  | 6.   | Igualada Hoquei Club    | 48 | 30 | 15 | 3 | 12 | 85  | 73  | +12  |
|  | 7.   | Girona Club de Hoquei   | 44 | 30 | 13 | 5 | 12 | 89  | 86  | +3   |
|  | 8.   | Club Patí Voltregà      | 44 | 30 | 12 | 8 | 10 | 84  | 89  | -5   |
|  | 9.   | Club Hoquei Caldes      | 44 | 30 | 13 | 5 | 12 | 74  | 86  | -12  |
|  | 10.  | Club d'Esports Vendrell | 44 | 30 | 13 | 5 | 12 | 82  | 87  | -5   |
|  | 11.  | Club Patí Vic           | 33 | 30 | 8  | 9 | 13 | 68  | 99  | -22  |
|  | 12.  | Club Hoquei Lloret      | 31 | 30 | 8  | 7 | 15 | 69  | 91  | -22  |
|  | 13.  | P.A.S. Alcoy            | 31 | 30 | 9  | 4 | 17 | 81  | 105 | -24  |
|  | 14.  | CE Arenys de Munt       | 19 | 30 | 5  | 4 | 21 | 57  | 124 | -67  |
|  | 15.  | Club Hoquei Palafrugell | 15 | 30 | 4  | 3 | 23 | 69  | 129 | -60  |
|  | 16.  | Asturhockey Club Patín  | 11 | 30 | 3  | 2 | 25 | 64  | 150 | -86  |

Leyenda:
      Campeón de la OK Liga y clasificado para la Euroliga 2018-2019.
       Clasificado para la Euroliga 2018-2019.
       Clasificado para la Copa de Europa WS 2018-2019.
       Descendido a la OK Liga Plata 2018-2019.
Notas:
Tres puntos por victoria, uno por empate, cero por derrota.

## Ascensos y descensos
| Variación                                | Equipos                                                              |
| ---------------------------------------- | -------------------------------------------------------------------- |
| Descienden a OK Liga Plata 2018/19       | CE Arenys de Munt Club Hoquei Palafrugell Asturhockey Club Patín     |
| Ascienden desde Primera División 2017/18 | Club Patí Calafell Patí Hoquei Club Sant Cugat Club Patín Alcobendas |